# Peter Mayhew
Peter Mayhew, född 19 maj 1944 i Barnes i London, död 30 april 2019 i Boyd i Texas, var en brittisk skådespelare. Han var mest känd för sin insats som Chewbacca i Star Wars.
Han var 221 cm lång och led av åkomman Marfans syndrom.

## Filmografi i urval
- 1977 – Stjärnornas krig
- 1978 – Stjärnornas krig och fred
- 1978 – Terror
- 1980 – Rymdimperiet slår tillbaka
- 1983 – Jedins återkomst
- 2004 – Comic Book: The Movie
- 2005 – Star Wars: Episod III – Mörkrets hämnd
- 2008 – Yesterday Was a Lie
- 2014 – Killer Ink
- 2015 – Star Wars: The Force Awakens
- 2017 – Star Wars: The Last Jedi (Chewbacca-konsult till Joonas Suotamo)